# Jacques Preiß
Jacques Preiß (* 9. November 1859 in Reichenweier; † 7. März 1916 in München) war Jurist und Mitglied des Deutschen Reichstags.

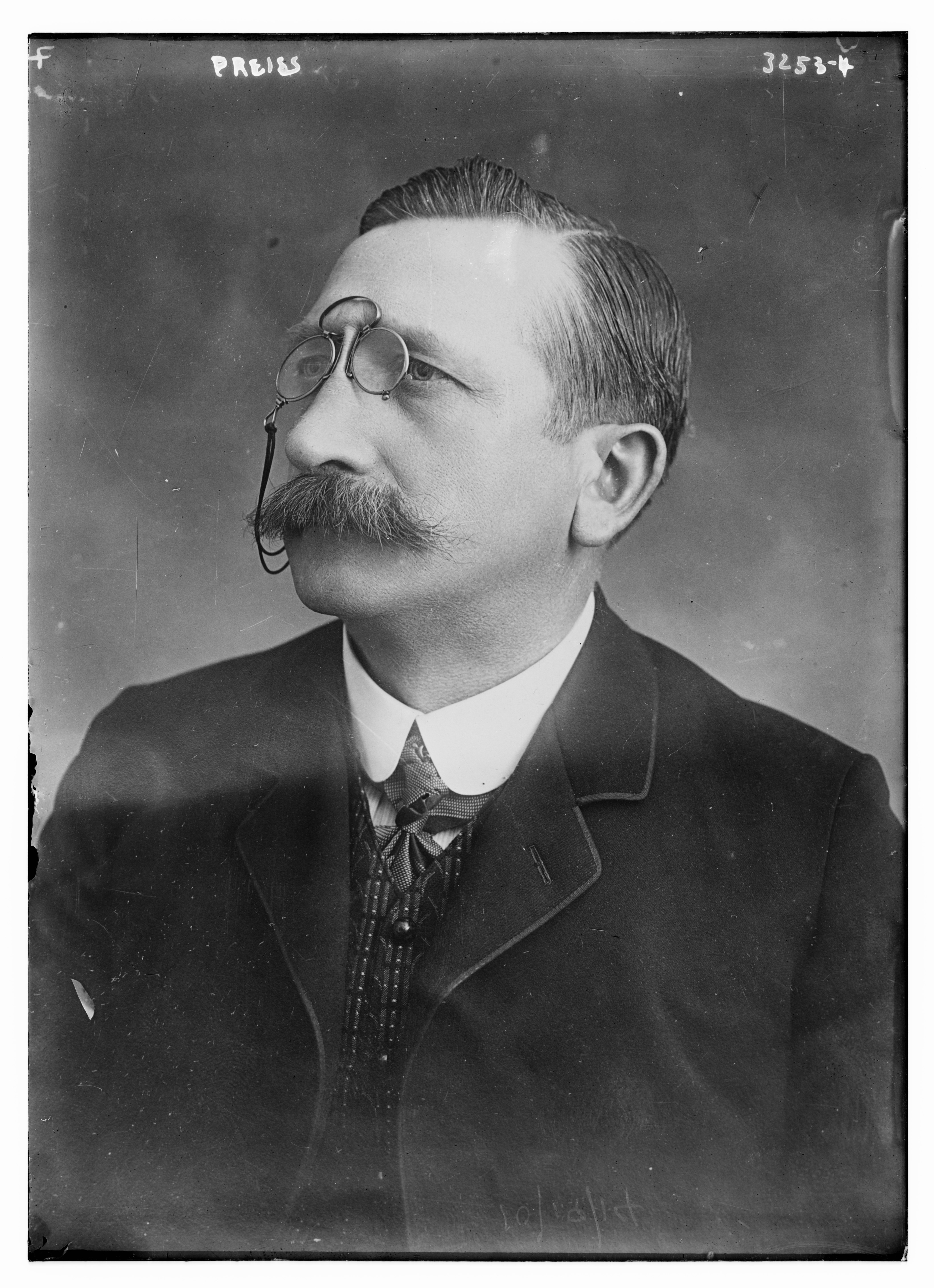
Jacques Preiß, 1900.

## Leben
Preiß besuchte das Gymnasium in Colmar und die Universitäten Leipzig und Straßburg. Ab 1886 war er Rechtsanwalt in Colmar und ab 1897 Mitglied des Bezirkstags des Ober-Elsaß. Zwischen 1903 und 1907 war er auch Mitglied des elsaß-lothringischen Landesausschusses.
Von 1893 bis 1912 war er Mitglied des Deutschen Reichstags für den Wahlkreis Reichsland Elsaß-Lothringen 3 (Kolmar). Er kam anfänglich aus den Reihen der elsass-lothringischen „Protestler“ und trat dann 1894 der neu gegründeten liberalen Elsass-Lothringischen Volkspartei bei. Obwohl selbst überzeugter Protestant, vertrat er aber zunehmend Positionen des politischen Katholizismus (Aufhebung des Jesuitenverbots, Einführung konfessioneller Schulen), so dass er aus seiner Partei ausgeschlossen wurde. Bei den Reichstagswahlen 1898, 1903 und 1907 wurde er von den politisch organisierten Katholiken (ab 1906 Elsaß-Lothringische Zentrumspartei) unterstützt. Im Gegenzug versuchte er im Rahmen eines Wahlabkommens in anderen Wahlkreisen die protestantischen Wähler zur Wahl katholischer Kandidaten zu bewegen.
Während des Ersten Weltkriegs wurde er deportiert und verstarb 1916 in München.